# Margarida II, Condessa de Hainaut
Margarida II de Hainaut, também Margarida I da Holanda (em neerlandês:  Margaretha van Henegouwen, em alemão:  Margarethe; 24 de junho de 1310 – Le Quesnoy, 23 de junho de 1356) foi condessa de Hainaut, Holanda e da Zelândia, além de senhora da Frísia em direito próprio como sucessora de seu irmão. Foi também imperatriz do Sacro Império Romano-Germânico e rainha da Germânia pelo seu casamento com Luís IV. 
Apesar de ter sido bem aceita como condessa em Hainaut, Margarida teve a sua sucessão e governo na Holanda e Zelândia contestados por nobres e pelo próprio filho, Guilherme I da Baviera, o que levou a uma guerra controversa entre os dois. Apesar do apoio militar inglês que Margarida recebeu no início do confronto, no fim, Guilherme foi formalmente reconhecido como conde de todos os domínios da mãe em 1354, exceto Hainaut, o qual ela governou por mais dois anos até a sua morte, em 1356.

## Família
Margarida foi uma das filhas de Guilherme I, Conde de Hainaut e de Joana de Valois.
Os seus avós paternos eram João II, Conde de Hainaut e Filipa de Luxemburgo. Os seus avós maternos eram Carlos de Valois e Margarida, Condessa de Anjou. Seu avô, Carlos, era filho do rei Filipe III de França e de sua primeira esposa, Isabel de Aragão; portanto, o rei Filipe IV de França, responsável pela execução em massa dos Cavaleiros Templários em 1307, era tio-avô de Margarida. Filipe IV também era pai de Isabel de França, mãe de Eduardo III, cunhado de Margarida.
Margarida teve sete irmãos, entre eles: Guilherme II, Conde de Hainaut, primeiro marido de Joana de Brabante, Filipa, rainha consorte de Eduardo III de Inglaterra, Joana, esposa do duque Guilherme V de Jülich, etc.

## Biografia
Margarida, provavelmente, passou a infância no ambiente de sua mãe em Hainaut e na França. Ela é mencionada, ocasionalmente, nos relatos da corte de Joana.

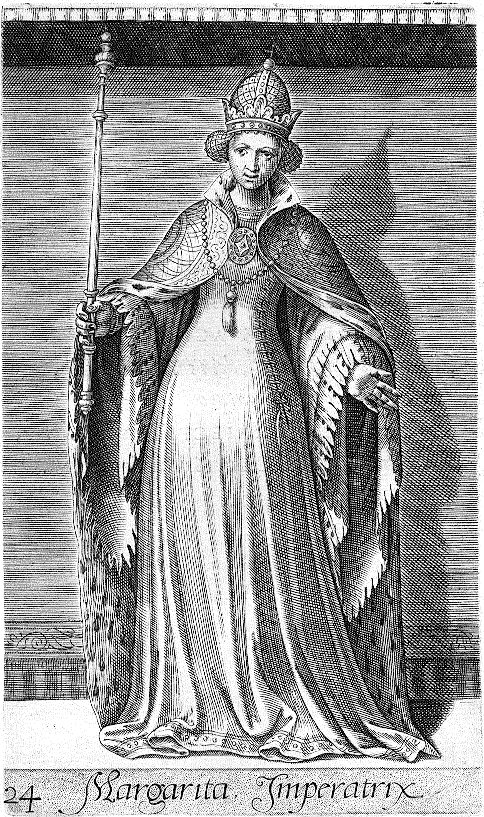
Margarida II em uma gravura de 1578 feita por Willem Thibaut, presente no livro Principes Hollandiae et Zelandiae, Domini Frisiae. Cum genuinis ipsorum iconibus de Michiel Vosmeer.

Em 1320, ela ficou noiva do príncipe Eduardo de Windsor, filho de Eduardo II de Inglaterra, mas, no fim, ele acabou se casando com a irmã de Margarida, Filipa, em 1327.
Alguns anos depois, foi assinado o contrato de casamento entre a jovem e o imperador Luís IV, no dia 15 de agosto de 1323. Ele já tinha sido casado uma vez anteriormente, com Beatriz da Silésia, que faleceu no ano anterior, em 1322, com quem teve seis filhos. Os dois se casaram, por fim, em 25 ou 26 de fevereiro de 1324, na cidade alemã de Colônia.
Luís e Margarida foram coroados imperador e imperatriz no dia 17 de janeiro de 1328, em Roma. Ela, que tinha cerca de dezesseis anos na época, descreveu a cerimônia em uma carta que enviou ao Abade de Egmond em 15 de março daquele ano, a qual é citada pelo contemporâneo Willem Procurator em sua crônica. Margarida relata que "com muitas honras e cerimônias, festividades, cerimônias e todas as outras festividades e esplendores, especialmente apropriados e habituais para este fim, foram magnificamente coroados com a coroa cesariana e imperial na Basílica de São Pedro."

### Governo na Holanda, Hainaut e Zelândia
Na data de 26 de setembro de 1345, a imperatriz sucedeu ao irmão, Guilherme II, como condessa de Hainaut, Holanda e Zelândia, que morreu na Batalha de Warns travada contra os Frísios, sem deixar herdeiros. A partir desse momento ela se autodenominava em sua correspondência "Margarida, pela graça de Deus, Imperatriz de Roma, Condessa de Hainaut, da Holanda, da Zelândia e Senhora da Frísia." Luís IV, que detinha as terras como parte do império, designou os condados como posses da esposa. Ele apoiou-a, pois, supostamente, estava preocupado que os domínios do falecido cunhado, seriam, ao contrário, perdidos para o império. Devido à hostilidade perigosa da Casa de Luxemburgo, o imperador aumentou implacavelmente a sua base de poder.

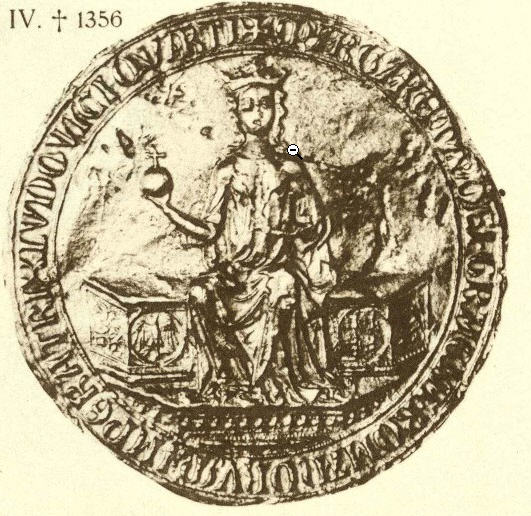
Selo de Margarida como imperatriz.

Margarida viajou para Hainaut, e lá foi reconhecida como condessa. Após sua investidura em Hainaut, Margarida partiu para as regiões do norte em 26 de março de 1346, para visitar as suas terras na Holanda e Zelândia. No entanto, a sua posição era controversa: as suas irmãs também reivindicavam partes da herança. Além disso, havia uma disputa feudal sobre se as mulheres na Holanda tinham permissão para ter governar – diferentemente de Hainaut, onde, outrora, Riquilda de Hainaut, foi aceita como governante no século XI – e se o imperador Luís deveria ter sido autorizado a dotar o condado à sua esposa. Para fortalecer a sua posição, ela concedeu aos seus súditos e cidades na Holanda e Zelândia, importantes privilégios económicos, mas as relações permaneceram tensas.
Um pergaminho datado de 7 de setembro de 1346, em Frankfurt, cujo selo foi destruído, anuncia que:
"Luís IV da Baviera, Imperador do Sacro Império Romano-Germânico, concede para si e para seus herdeiros, em nome de sua cônjuge, a imperatriz Margarida, para nunca ceder, dividir ou conceder os condados de Hainaut, Holanda e Zelândia, e o palatinado da Frísia, os quais pertencem à sua esposa Margarida II (de Avesnes), Condessa de Hainaut e aos seus herdeiros, excetuando os direitos de suas irmãs e após a sua morte, que sejam passados para o segundo filho deles, Guilherme I da Baviera (futuro Guilherme III, Conde de Hainaut), Duque da Baviera, e, após a sua morte, para Alberto (futuro Alberto I, Conde de Hainaut)."
As irmãs da imperatriz, incluindo a rainha Filipa, que era a esposa de Eduardo III de Inglaterra, rejeitaram os seus direitos hereditários.
No entanto, ela governou pessoalmente os seus domínios por apenas sete meses, pois foi chamada pelo marido para voltar para a Alemanha. Ela, então, nomeou o filho, Guilherme, de treze anos, para administrar os condados no seu lugar.

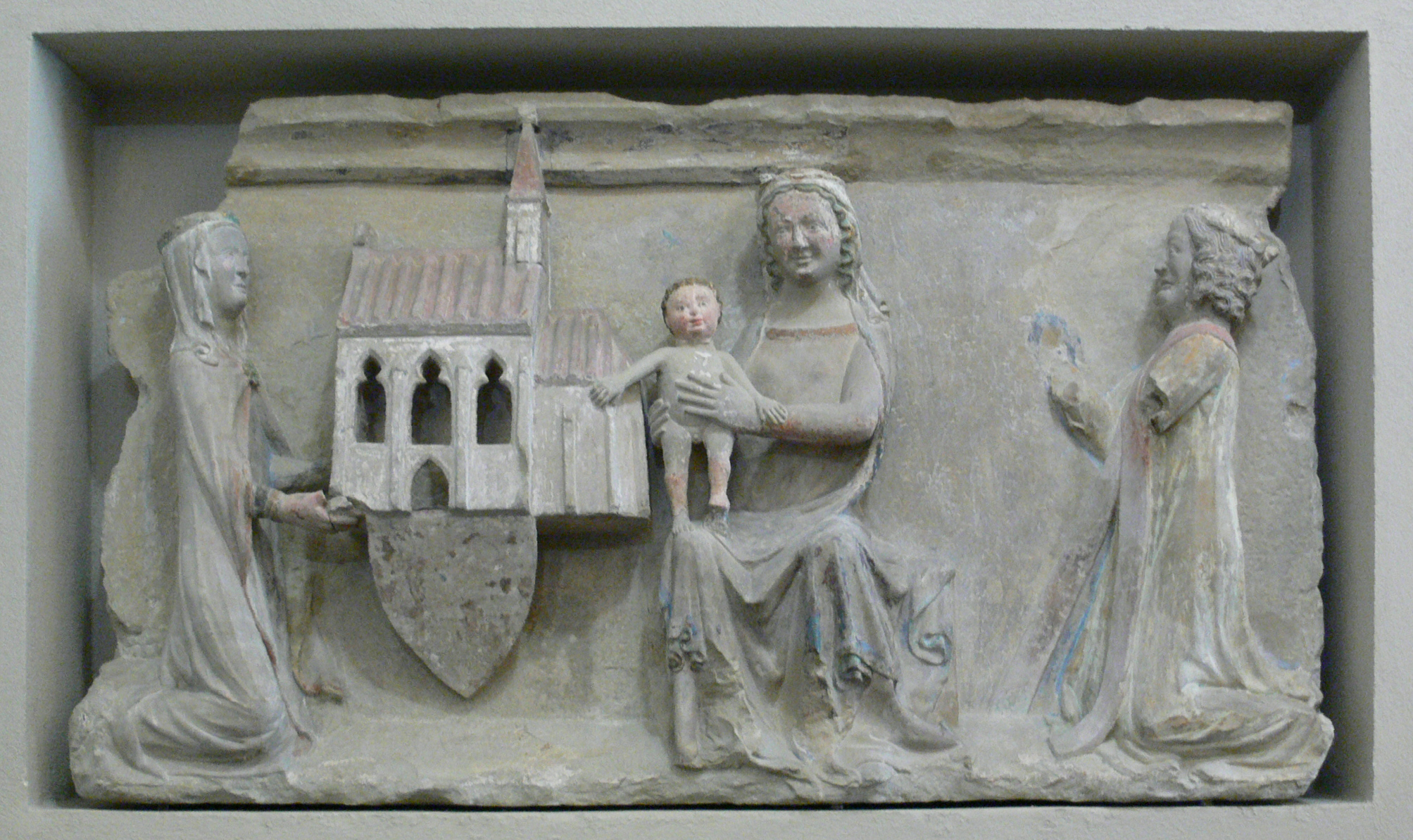
Relevo em que Luís e Margarida estão representados, como benfeitores da Capela de São Laurêncio no Castelo de Munique (hoje demolida), atualmente em Alter Hof.

Após a morte de Luís IV, em 11 de outubro de 1347, ele foi sucedido pelos seus seis filhos. Margarida também renunciou à sua soberania nos condados, em troca de um grande subsídio anual. Porém, logo em 1349, os herdeiros do casal decidiram dividir as suas terras: Luís V, enteado de Margarida, ficou com Brandemburgo e Tirol. Os irmãos mais novos, Luís VI e Otão V receberam a Alta Baviera. Já Estêvão II da Baviera, outro enteado de Margarida, Guilherme I e Alberto I ficaram com a Baixa Baviera, Holanda e Hainaut. Os seus filhos mais novos, Alberto e Otão ainda eram menores de idade. O filho mais velho, Luís VI, deixou que Guilherme e Alberto ficassem com a Holanda e Hainaut em 1349, pois esperava tomar o trono da Polônia pelo seu casamento com Cunegunda da Polônia. Em 1353, o enteado dela, Estêvão, também deu Holanda e Hainaut para Guilherme.
Durante a epidemia de Peste Negra, foram espalhados rumores de que os judeus haviam envenenado as águas, e, portanto, seriam os culpados pelas doenças e mortes que assolava os Países Baixos na época, o que levou a um massacre dos judeus em 1349. Muitos se beneficiaram disso, pois deviam dinheiro aos mesmos, a exemplo do bispo de Utrecht e o duque de Gelderland, que tiveram suas dívidas canceladas, além terem ficado com as posses, itens penhorados e instrumentos de dívidas das vítimas. Da mesma forma, Margarida II, também se beneficiou da tragédia. Os registros financeiros de seu condado do ano de 1349 mostram que 390 instrumentos de divídas tinham sido encontrados nos cofres de seis homens judeus e de uma mulher judia, e foram confiscados após o seu assassinato. Não é possível afirmar com certeza se o bispo, o duque e a condessa estiveram envolvidos de alguma forma no massacre, embora o autor Henry de Hetford, da Ordem Dominicana, tenha levantado tal possibilidade em sua crônica escrita por volta de 1360.

### Guerras de Hook e Cod

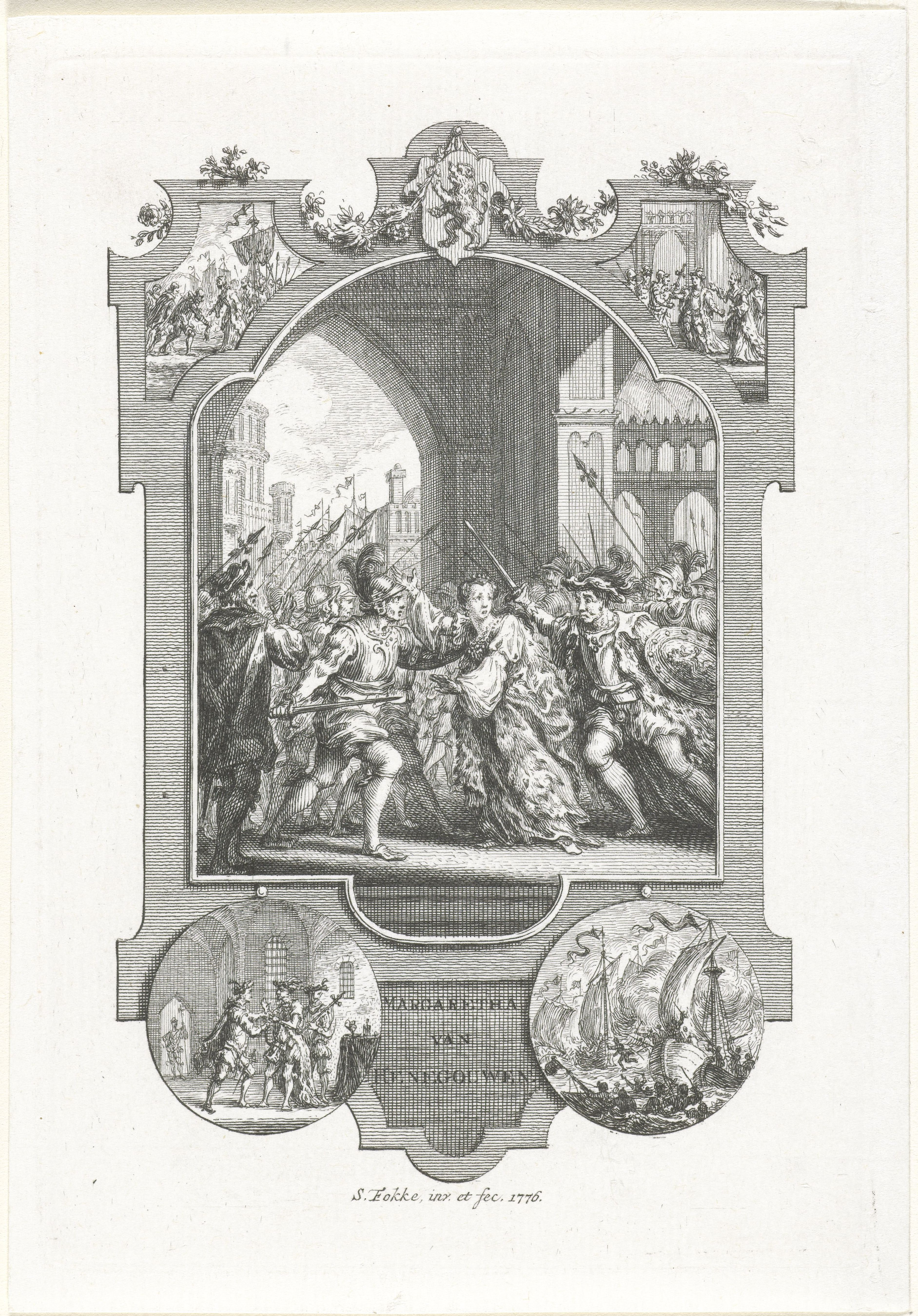
Ilustração de Margarida cercada por guerreiros com armas e lanças em equipamentos de soldados antigos e contemporâneos. Esta cena central é coroada por um escudo com a imagem do leão holandês e rodeada por quatro pequenas cenas históricas, parte da obra "Ilustrações da história nacional", por Simon Fokke, no Museu Estatal de Amesterdão.

Apesar da divisão de terras, logo, surgiu um conflito entre mãe e filho, pois Guilherme se recusou a honrar os termos do acordo de abdicação da condessa, retendo a pensão que ela tinha exigido em troca de desistir das terras. Os nobre da Holanda, opositores de Guilherme, pediram o retorno da imperatriz viúva, e, em março de 1350, Margarida voltou para Hainaut, onde retirou a sua abdicação em 1 de junho.
Como consequência, em 23 de maio de 1350, foi formada a Liga de Cod pelos apoiadores de Guilherme, e, em 5 de setembro daquele mesmo ano, foi formada a Liga de Hoek pelos apoiadores de Margarida. As tensões levaram às Guerras de Hoeken e Kabeljauwse (Hook e Cod em inglês; e em neerlandês:  Hoekse en Kabeljauwse twisten). A guerra entre eles foi considerada controversa, e o direito de Margarida à Holanda sempre foi considerado duvidoso legalmente, pois, na época, a sucessão era reservada para homens, embora não tenha havido a mesmo polêmica em relação aos seus direitos à Hainaut, onde uma mulher reinando era bem aceito.
A luta pelo poder resultou na destruição de vários castelos dos nobres de Hoek, e em duas batalhas navais em 1351, as quais resultaram na derrota da condessa. Através da irmã de Margarida, Filipa, o seu cunhado Eduardo III, veio ao seu auxílio, e conseguiu ganhar um conflito naval em Veere, ainda em 1351. Apenas algumas semanas depois, contudo, os Hoek e os seus aliados ingleses foram derrotados por Guilherme e os Cods em Zwartewaal, uma derrota a qual arruinou a causa de Margarida. Em seguida, o rei Eduardo mudou de lado, e em 1354, Margarida se viu obrigada a entrar num acordo com o filho, com a ajuda de Eduardo. O acordo estipulava que Guilherme seria reconhecido como conde da Holanda e Zelândia, além de senhor da Frísia, e Margrida seria reconhecida como a condessa reinante de Hainaut durante a sua vida, além de ter direito a receber subsídio anual em troca das outras áreas.

### Morte
O seu reinado, no entanto, foi breve, pois ela faleceu em 23 de junho de 1256, no Castelo de Le Quesnoy, de tuberculose. Com isso, Guilherme passou a controlar toda a fortuna da Holanda-Hainaut. Margarida foi sepultada no Convento dos Cordeliers, em Valenciennes, na França.

## Descendência
- Margarida (1325 – 1374), foi primeiro casada com Estêvão de Anjou, duque da Transilvânia, irmão do rei Luís I da Hungria, com quem teve dois filhos, uma menina e um menino. Viúva, se casou Gerlaco de Hohenlohe, mas não teve mais filhos.
- Ana (1326 – 3 de junho de 1361), foi esposa de João I, Duque da Baviera, mas não teve filhos.
- Luís VI da Baviera (7 de maio de 1328 – 17 de maio de 1365), duque da Alta Baviera, marquês e príncipe-eleitor de Brandemburgo. Foi casado duas veze: primeiro com a princesa Cunegunda da Polônia, filha do rei Casimiro III da Polônia, e depois com Ingeborg de Meclemburgo, porém, não deixou descendência.
- Isabel (1329 – 2 de agosto de 1402), seu primeiro marido foi Cangrande II della Scala, Senhor de Verona, assassinado em 1359. Já o segundo foi o conde Ulrico II de Württemberg, com quem teve quatro filhos.
- Guilherme I (12 de maio de 1330 – 15 de abril de 1388), sucessor dos pais. Foi casado com Matilde de Lencastre, trisneta do rei Henrique III de Inglaterra e de Leonor da Provença, com quem teve apenas uma filha, que morreu jovem. Também teve filhos ilegítimos através de suas amantes. Após o conflito com a mãe, começou a mostrar sinais de doença mental. Seu irmão, Alberto, assumiu a regência na Holanda, e Guilherme foi preso no Castelo de Le Quesnoy pelo resto de sua vida.
- Alberto I (25 de julho de 1336 – 13 de dezembro de 1404), sucessor do pai e do irmão. Foi primeiro casado com Margarida de Brieg, com quem teve sete filhos. Após a sua morte, se casou com Margarida de Cleves, mas não teve mais filhos. Também foi pai de vários filhos ilegítimos.
- Otão V (1346 – 15 de novembro de 1379), sucessor do pai. Foi o segundo marido de Catarina da Boêmia, filha do imperador Carlos IV do Sacro Império Romano-Germânico. Não teve descendência.
- Beatriz (1344 – 25 de dezembro de 1359), foi rainha consorte de Érico XII da Suécia. É possível que tenha dado à luz um bebê um pouco antes de morrer.
- Inês (1345 – 11 de novembro de 1352), foi freira em Munique.
- Luís (início de outubro de 1347 ou 1348 – 1348).